# 栄パーキングエリア

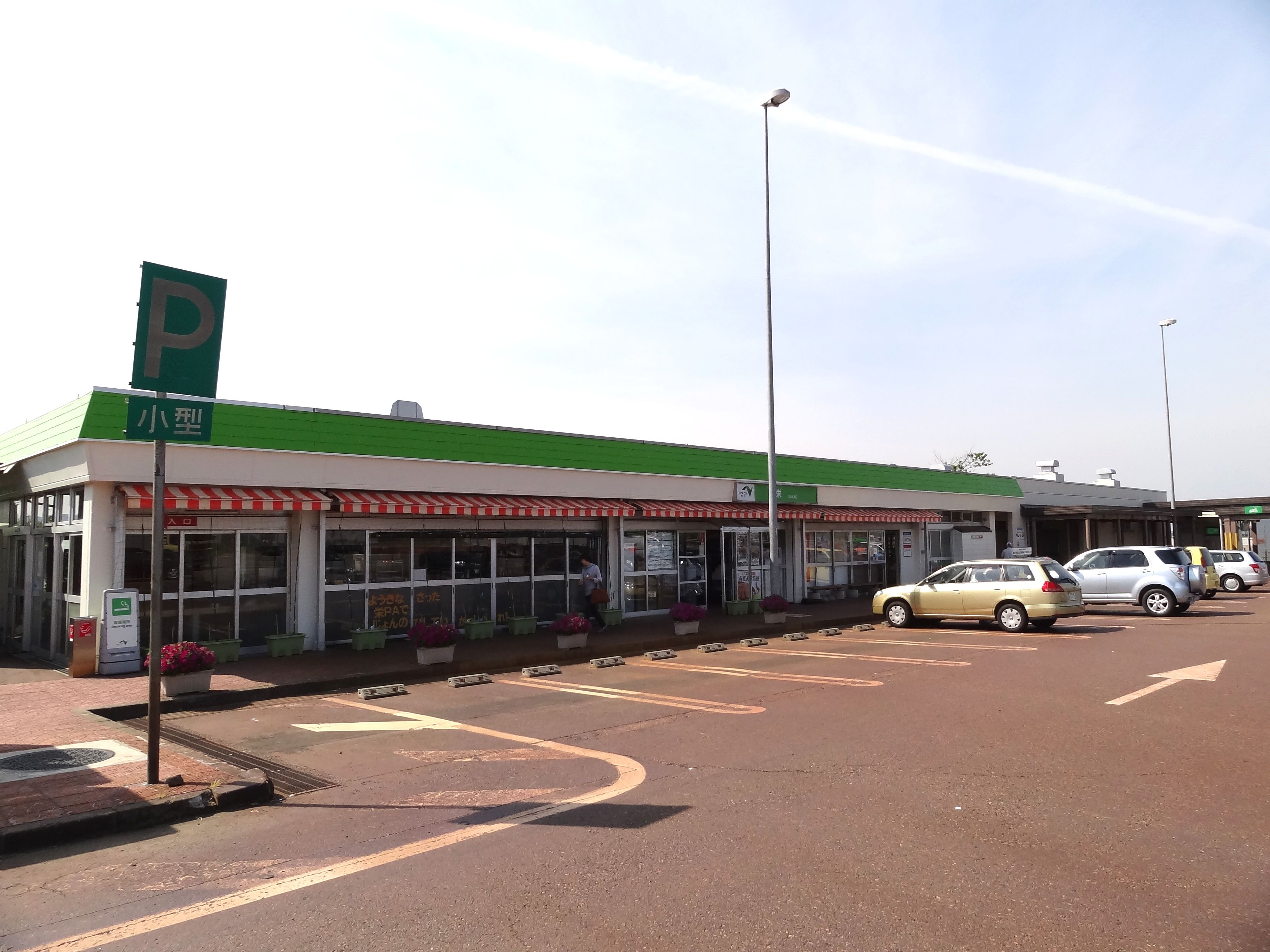
上り線（2011年5月）

栄パーキングエリア（さかえパーキングエリア）は、新潟県三条市大字福島新田丙にある北陸自動車道のパーキングエリアである。栄スマートインターチェンジ、栄バスストップを併設する。

## 概要
PA内にスマートICが併設されており、長岡方面（上り線）と新潟方面（下り線）の両方面とも利用できる。
北陸自動車道の新潟黒埼IC - 長岡JCT - 長岡IC間の開通と同時に、当時の南蒲原郡栄村大字福島新田丙地内で供用を開始した。PA内にはガソリンスタンド、インフォメーション、FAXサービス等が設置されていたが、黒埼PAが拡張・改修によって設備が拡充されたのに伴い、これらの機能は同PAに移転した。
スマートICは2012年（平成24年）7月14日15時から供用開始された。
上り線が2014年（平成26年）12月17日に、下り線が同年11月19日にそれぞれリニューアルオープンした。

## 道路
- E8 北陸自動車道

直接接続
- 三条市道岡野新田1号線（都市計画道路 半ノ木一ツ屋敷線）

間接接続
- 国道8号
- 国道403号

## 施設

### 上り線（米原方面）
- 駐車場
  - 大型 25台
  - 小型 79台
- トイレ
  - 男性 大4（和式1・洋式3）・小15
  - 女性 15（和式3・洋式12）
    - 同伴の男児用 1

  - 車椅子用 1
- 給電スタンド（24時間）
- スナック（7:00-20:00）
- ショッピング（7:00-20:00）
- 自動販売機
- ハイウェイ情報ターミナル
- バス停留所
- スマートIC（24時間）

### 下り線（新潟方面）
- 駐車場
  - 大型 30台
  - 小型 96台
- トイレ
  - 男性 大4（和式1・洋式3）・小15
  - 女性 15（和式3・洋式12）
    - 同伴の男児用 1

  - 車椅子用 1
- 給電スタンド（24時間）
- スナック（7:30-20:30）
- ショッピング（7:30-20:30）
- 自動販売機
- ハイウェイ情報ターミナル
- バス停留所
- スマートIC（24時間）

### スマートIC
- 運用時間：24時間

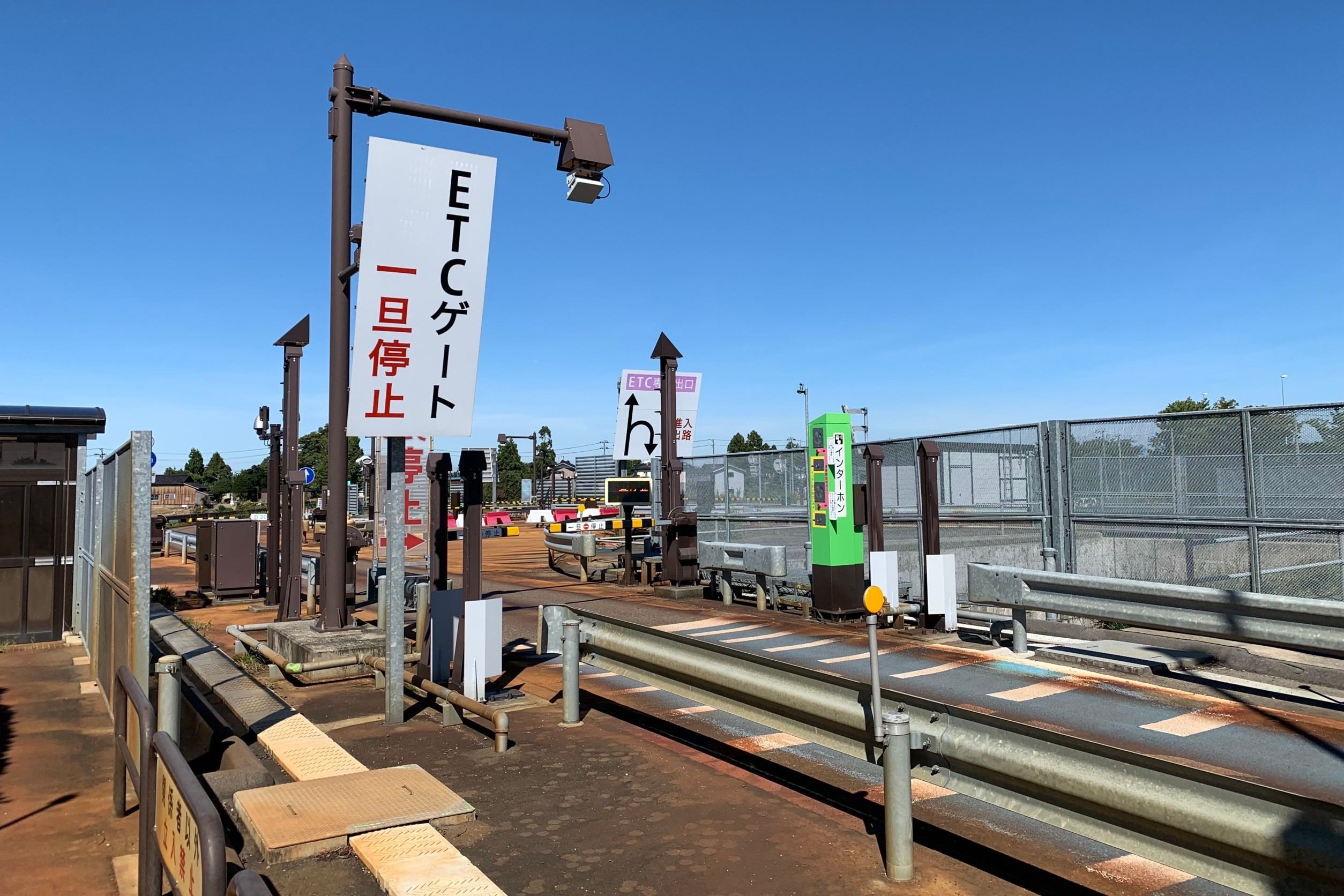
栄スマートIC・下り出口（2021年9月）

- 利用可能車両：ETC車載器を搭載している全車両

三条市道岡野新田1号線（都市計画道路 半ノ木一ツ屋敷線）を介して国道8号や国道403号などに接続している。
周辺には工業団地がいくつか立地しており、2020年度分譲開始予定の新たな工業流通団地も計画されている。

### 栄バスストップ

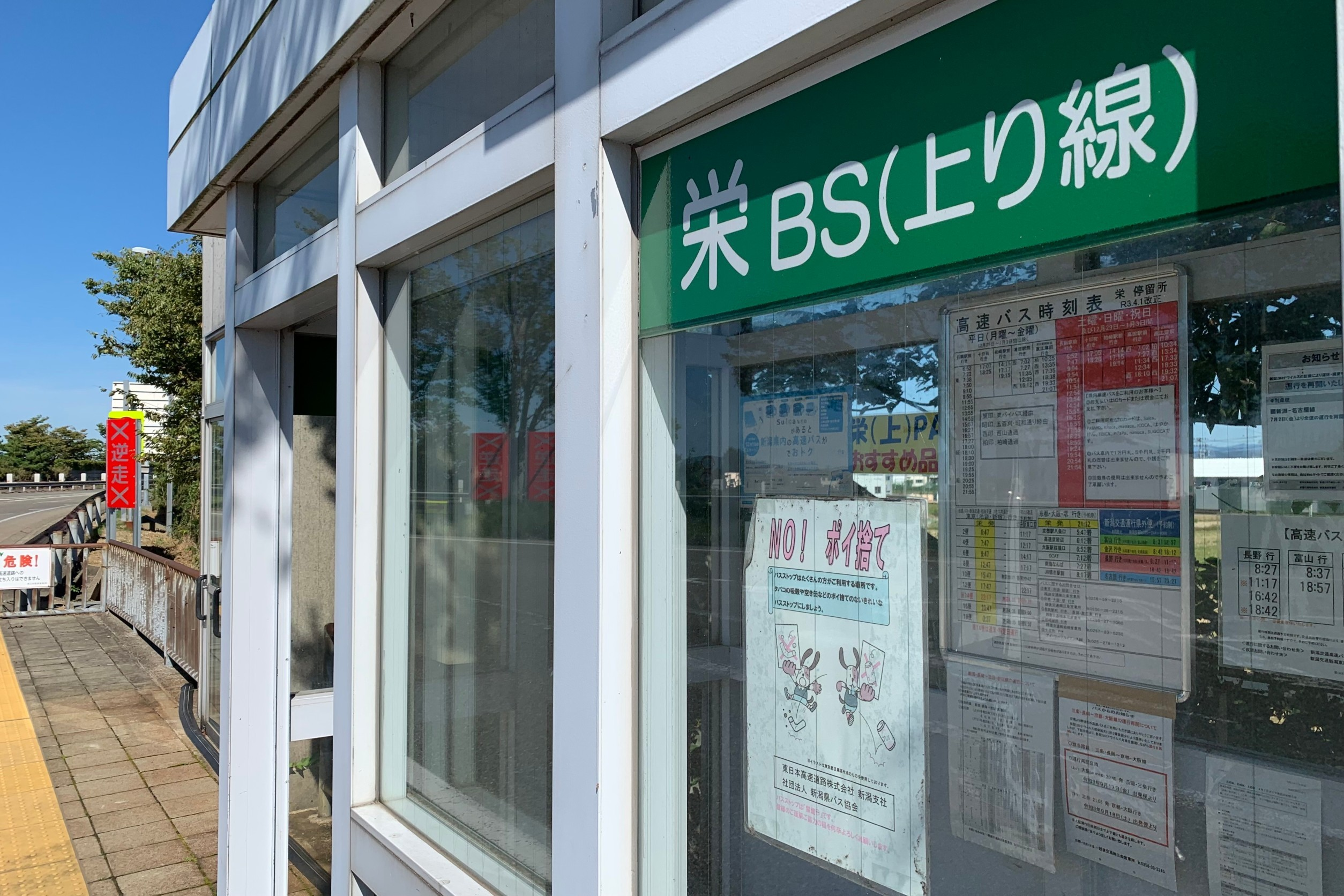
栄バスストップ・新潟方面のりば（2021年9月）

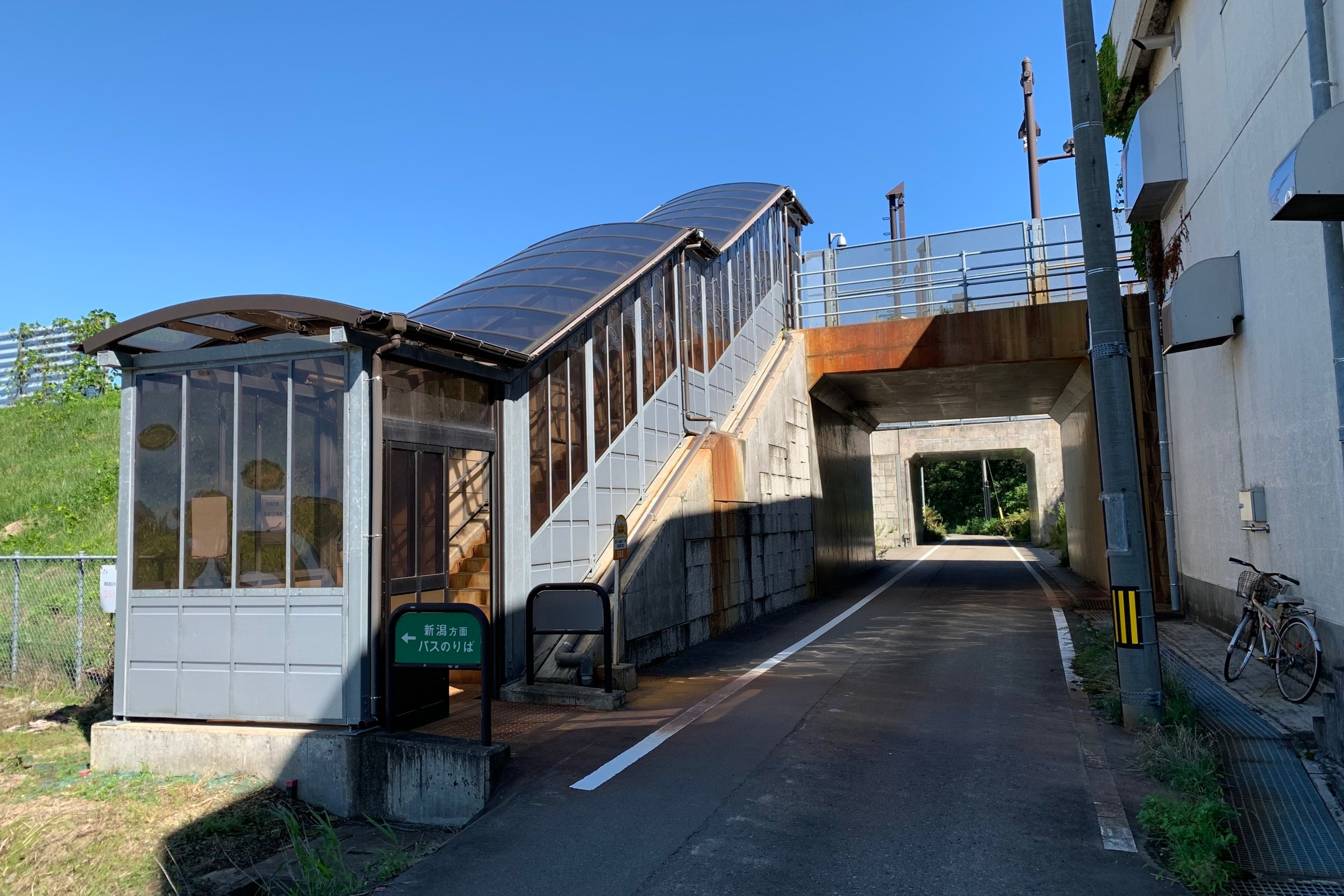
栄バスストップ・新潟方面のりばに向かう階段と三条市デマンド交通ひめさゆりの停留所（2021年9月）

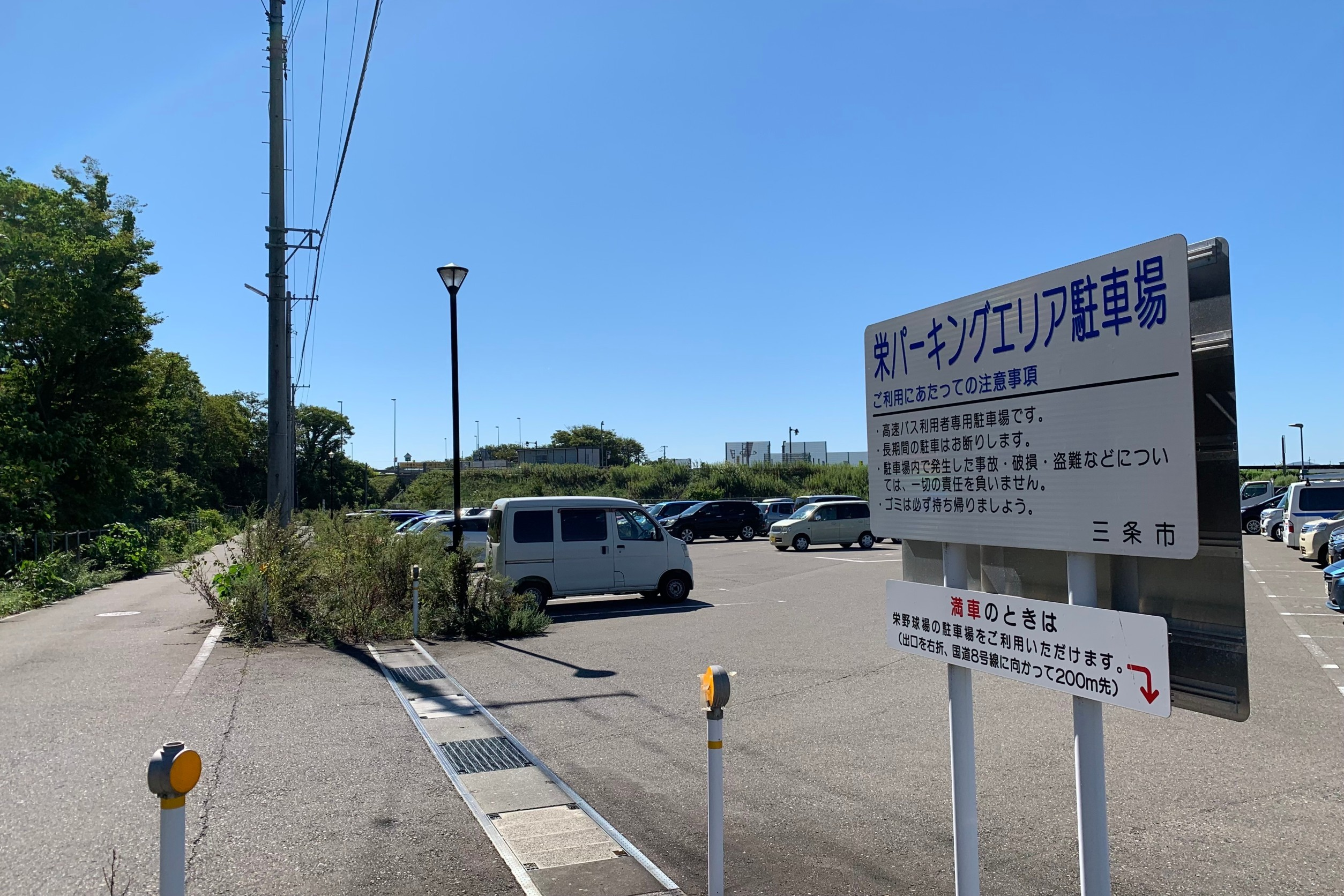
無料パークアンドライド駐車場（2021年9月）

PA内に設置されている高速バス停留所。上り線（米原方面）、下り線（新潟方面）ともPA入口側のオフランプ上にある。
下り停留所は開設当初、PA出口側のオンランプ付近に設置されていたが、スマートICの開設に伴いオフランプ側へ移設された。なお地上部との連絡階段はオンランプ付近に設置されており、階段から停留所までは徒歩でPA内の歩道を通って行くことになる。

#### 停車路線

##### 県外線

新潟県・県外高速バス路線図（旧ツアーバス系は除く）

高速バスのうち新潟県外方面の各路線は、当停留所では三条・新潟行（下り）は降車のみ、三条・新潟始発各方面行（上り）は乗車のみの扱いとなっている。
- 東京 - 新潟線（バスタ新宿・池袋駅東口 - 万代シテイバスセンター・佐渡汽船ターミナル）
- 長野 - 新潟線（権堂・長野駅前 - 万代シテイバスセンター）
- 名古屋 - 新潟線（名鉄バスセンター - 万代シテイバスセンター）
- 富山 - 新潟線（富山駅 - 万代シテイバスセンター）
- 金沢 - 新潟線（金沢駅東口 - 万代シテイバスセンター）

長岡北BS - 栄BS - 三条燕BS
五百刈 - 栄BS - 三条燕BS
- 大阪・京都 - 長岡・三条線（堺市駅 - 越後交通三条営業所）

五百刈 - 栄BS - 東三条駅前
なお、おけさ号（大阪（梅田）・京都駅前 - 万代シテイバスセンター）は、当PAで開放休憩を行っているが、栄BSでの乗降の扱いは無い。

##### 県内線

ときライナー路線図

高速バスのうち県内線（ときライナー）は、当停留所では新潟駅前方面行（下り）・県内各方面行（上り）とも乗降可となっている。ただし定員制のため、満席の際は乗車できない場合がある。
- 【ときライナー】Ｎ 長岡線（長生橋経由）
- 【ときライナー】Ｔ 十日町線
- 【ときライナー】Ｋ 柏崎線
- 【ときライナー】Ｊ 上越線
長岡北BS - 栄BS - 三条燕BS
- 【ときライナー】Ｎ 長岡線（東バイパス経由）[注 1]
五百刈 - 栄BS - 三条燕BS

## 隣
E8 北陸自動車道
(38)中之島見附IC - (38-1)栄PA/SIC - (39)三条燕IC